# Danh sách họ phổ biến nhất châu Á
Đây là danh sách các họ phổ biến nhất châu Á, được xếp theo theo thứ tự ABC tên các quốc gia.

## Armenia
| Thứ hạng | Họ            | Chuyển tự Latinh | Nghĩa                  |
| -------- | ------------- | ---------------- | ---------------------- |
| 1        | Հովհաննիսյան  | Hovhannisyan     | Con trai của Hovhannes |
| 2        | Հարությունյան | Harutyunyan      | Con trai của Harutyun  |
| 3        | Սարգսյան      | Sargsyan         | Con trai của Sargis    |
| 4        | Խաչատրյան     | Khachatryan      | Con trai của Khachatur |
| 5        | Գրիգորյան     | Grigoryan        | Con trai của Grigor    |

## Azerbaijan
| Thứ hạng | Họ         | Chuyển tự Latinh | Nghĩa                 |
| -------- | ---------- | ---------------- | --------------------- |
| 1        | Məmmədov   | Mammadov         | Con trai của Mammad   |
| 2        | Əliyev     | Aliyev           | Con trai của Ali      |
| 3        | Həsənov    | Hasanov          | Con trai của Hasan    |
| 4        | Hüseynov   | Huseynov         | Con trai của Hussein  |
| 5        | Quliyev    | Guliyev          | Con trai của Qulu     |
| 6        | Hacıyev    | Hajiev           | Con trai của Haji     |
| 7        | Rəsulov    | Rasulov          | Con trai của Rasoul   |
| 8        | Süleymanov | Suleymanov       | Con trai của Suleyman |
| 9        | Musayev    | Musayev          | Con trai của Musa     |
| 10       | Abbasov    | Abbasov          | Con trai của Abbas    |
| 11       | Babayev    | Babayev          | Con trai của Baba     |
| 12       | Vəliyev    | Valiyev          | Con trai của Vali     |
| 13       | Orucov     | Orujov           | fasting               |
| 14       | İsmayılov  | Ismayilov        | Con trai của Ismayil  |
| 15       | Ibrahimov  | Ibrahimov        | Con trai của Ibrahim  |

## Ấn Độ
Họ người Ấn Độ thường khởi nguồn từ chức danh nghề nghiệp hoặc tước vị và khá đa dạng giữa các cộng đồng sắc tộc và khu vực văn hóa ở Ấn Độ. Ví dụ, nhiều họ phổ biến ở các bang có cộng đồng người Dravidian thì lại khá hiếm, hoặc thậm chí không tồn tại, ở miền đông và bắc Ấn Độ, và ngược lại.
| Thứ hạng | Họ     | Nghĩa                      | Tổng số người (2014) | Khu vực                     |
| -------- | ------ | -------------------------- | -------------------- | --------------------------- |
| 1        | Patel  | Hindu                      | 70.839.839           |                             |
| 2        | Singh  | Lion                       | 36.058.956           | Bắc Ấn Độ                   |
| 3        | Kumar  | Prince                     | 31.014.317           | Bắc Ấn Độ, Nam Ấn Độ        |
| 4        | Das    | Devotee                    | 10.485.481           | Punjab, Đông Ấn Độ          |
| 5        | Kaur   | Princess                   | 10.382.053           | Punjab                      |
| 6        | Ram    | Rama (God)                 | 7.412.410            | Nam Ấn Độ                   |
| 7        | Yadav  | Princess                   | 7.061.034            | Vành đai Hindi, Maharashtra |
| 8        | Kumari | girl, princess             | 6.280.211            | Bắc Ấn Độ                   |
| 9        | Ali    | high, elevated             | 5.796.792            | cộng đồng Hồi giáo          |
| 10       | Lal    | darling, precious, beloved | 5.751.667            | Vành đai Hindi, Bengal      |
| 11       | Bibi   | Lady                       | 5.669.410            | nữ giới Hồi giáo            |
| 12       | Khatun | queen regnant              | 5.510.718            | nữ giới Hồi giáo            |
| 13       | Bai    | lady                       | 5.401.652            | Maharashtra                 |
| 14       | Sharma | happiness                  | 4.887.182            | Đông Ấn Độ, Nam Ấn Độ       |
| 15       | Sah    | gentleman                  | 4.887.182            | Nội Ấn Độ, Bắc Ấn Độ        |
| 16       | Khan   | king                       | 4.442.333            | cộng đồng Hồi giáo          |
| 17       | Mandal | group                      | 4.408.832            | Đông Ấn Độ                  |
| 18       | Mandol | group                      | 4.042.430            | Đông Ấn Độ                  |
| 19       | Patel  | one who holds land         | 3.957.109            | Gujarat                     |
| 20       | Patil  | chief of the village       | 3.776.738            | Maharashtra                 |
| 21       | Rajput | King                       | 3.771.896            | Bắc Ấn Độ                   |

## Bangladesh
| Họ               | Chuyển tự Latinh           |
| ---------------- | -------------------------- |
| আহমেদ             | Ahmed                      |
| আলী               | Ali                        |
| আক্তার             | Aktar / Akter              |
| বন্দ্যোপাধ্যায় (ব্যানার্জী) | Bondyopadhyay (Banerjee)   |
| বনিক              | Bonik / Banik              |
| ব্যাপারী             | Byapari / Bapary           |
| বড়ুয়া              | Boruya / Barua             |
| বিশ্বাস             | Bishwas                    |
| ভৌমিক              | Bhoumik / Bhowmik          |
| বসু               | Bosu                       |
| চাকমা              | Chakma                     |
| চক্রবর্তী           | Chokroborti / Chakraborty  |
| চট্টপাধ্যায় (চ্যাটার্জী)  | Chottopadhyay (Chatterjee) |
| চৌধুরী              | Choudhuri / Chowdhury      |
| দাস               | Das                        |
| দেবনাথ             | Debnath                    |
| দেওয়ান             | Dewan                      |
| দে                | De / Dey                   |
| দত্ত              | Dotto / Datta / Dutta      |
| গাজী               | Gazi                       |
| হক               | Hok / Haque                |
| হাসান              | Hasan                      |
| হোসেন              | Hosen / Hossain / Hussain  |
| ইসলাম             | Islam                      |

| Họ            | Chuyển tự Latinh               |
| ------------- | ------------------------------ |
| কাজী            | Kazi                           |
| খান            | Khan                           |
| মাহমুদ          | Mahmud                         |
| মজুমদার         | Mojumdar / Majumder            |
| মারমা           | Marma                          |
| মিঞা            | Mina / Miah                    |
| মির্জা           | Mirza                          |
| মিত্র           | Mitro / Mitra                  |
| মোল্লা           | Molla / Mollah                 |
| মোহাম্মদ         | Mohammod / Mohammud / Muhammad |
| মুখোপাধ্যায় (মুখার্জী) | Mukhopadhyay (Mukherjee)       |
| মুন্সী           | Munsi / Munshi                 |
| পাটোয়ারী          | Patoyari / Patwary             |
| পাল            | Pal / Paul                     |
| রহমান          | Rohoman / Rohman / Rahman      |
| রায়            | Ray / Roy                      |
| সাহা            | Saha                           |
| সরকার          | Sorkar / Sarker / Sarkar       |
| সেন            | Sen                            |
| শেখ            | Shekh / Sheikh                 |
| ঠাকুর           | Thakur                         |
| ত্রিপুরা          | Tripura                        |
| উদ্দীন          | Uddin                          |
| ওয়াজেদ          | Wazed                          |

## Đài Loan
Theo tổng khảo sát dân cư được Ty Dân số thuộc Bộ Nội chính Đài Loan phát hành năm 2016, địa phận Đài Loan chỉ có 1.503 họ. Tổng dân số mang 10 họ phổ biến nhất ở Đài Loan chiếm 52,77% toàn dân, và 96,56 dân số tại đây mang 1 trong 100 họ phổ biến nhất.
| Thứ hạng | Thứ hạng           | Họ          | Chữ Hán  | Chữ Hán  | Chuyển tự | Chuyển tự | Chuyển tự        | Chuyển tự        | Chuyển tự        | Chuyển tự     | Chuyển tự                      | Chuyển tự | % tổng dân số |
| Năm 2016 | Đại lục (năm 2007) | Họ          | Chữ Hán  | Chữ Hán  | Mandarin  | Mandarin  | tiếng Quảng Đông | tiếng Quảng Đông | tiếng Quảng Đông | tiếng Mân Nam | tiếng Mân Nam                  | khác      | % tổng dân số |
| Năm 2016 | Đại lục (năm 2007) | Họ          | Phồn thể | Giản thể | bính âm   | Wade      | Việt bính        | HK               | khác             | POJ           | khác                           | khác      | % tổng dân số |
| -------- | ------------------ | ----------- | -------- | -------- | --------- | --------- | ---------------- | ---------------- | ---------------- | ------------- | ------------------------------ | --------- | ------------- |
| 1        | 5                  | Trần        | 陳       | 陈       | Chén      | Ch'en2    | Can4             | Chan             | Chun             | Tân           | Ting                           |           | 11,14%        |
| 2        | 19                 | Lâm         | 林       | 林       | Lín       | Lin2      | Lam4             | Lam              | Lum              | Lîm           | Lim, Liem                      |           | 8,31%         |
| 3        | 7                  | Hoàng/Huỳnh | 黃       | 黄       | Huáng     | Huang2    | Wong4            | Wong             | Wang Vang        | Ng            | Eng, Ung Wee, Oei Ooi, Uy Bong |           | 6,05%         |
| 4        | 3                  | Trương      | 張       | 张       | Zhāng     | Chang1    | Zoeng1           | Cheung           | Chong5 Cheong4   | Tiu           | Teo, Teoh Tio, Thio Tiew       | Tiong     | 5,27%         |
| 5        | 2                  | Lý          | 李       | 李       | Lǐ        | Li3       | Lei5             | Lee Li           | Le Lei4          | Lí            | Lee Lie Dee                    |           | 5,13%         |
| 6        | 1                  | Vương       | 王       | 王       | Wáng      | Wang2     | Wong4            | Wong             | Vong             | Ông           | Heng                           |           | 4,11%         |
| 7        | 9                  | Ngô         | 吳       | 吴       | Wú        | Wu2       | Ng4              | Ng               | Ung4, Eng        | Gô• Ngô•      | Goh, Gouw                      | Woo       | 4,04%         |
| 8        | 4                  | Lưu         | 劉       | 刘       | Liú       | Liu2      | Lau4             | Lau              | Lao4 Lou         | Lâu           | Low Lao, Lauw                  |           | 3,16%         |
| 9        | 40                 | Thái        | 蔡       | 蔡       | Cài       | Ts'ai4    | Coi3             | Choi             | Choy Tsoi Toy    | Chhoà         | Chua, Choa Tjoa                | Tsay Chai | 2,91%         |
| 10       | 6                  | Dương       | 楊       | 杨       | Yáng      | Yang2     | Joeng4           | Yeung            | Yeong Ieong4     | Iû            | Eaw Yeo, Yeoh Yong Joe, Yo     | Young     | 2,66%         |

## Gruzia
| Thứ hạng | Họ          | Chuyển tự Latinh   | Tổng số người (2010) |
| -------- | ----------- | ------------------ | -------------------- |
| 1        | ბერიძე      | Beridze            | 24.962               |
| 2        | მამედოვი    | Mammadov Mamedovi  | 23.675               |
| 3        | კაპანაძე    | Kapanadze          | 17.202               |
| 4        | გელაშვილი   | Gelashvili         | 16.350               |
| 5        | ალიევი      | Aliyev Alievi      | 15.742               |
| 6        | მაისურაძე   | Maisuradze         | 14.824               |
| 7        | გიორგაძე    | Giorgadze          | 12.954               |
| 8        | ლომიძე      | Lomidze            | 11.796               |
| 9        | წიკლაური    | Tsiklauri          | 11.571               |
| 10       | ბოლქვაძე    | Bolkvadze          | 10.916               |
| 11       | კვარაცხელია | Kvaratskhelia      | 10.447               |
| 12       | ნოზაძე      | Nozadze            | 10.183               |
| 13       | ხუციშვილი   | Khutsishvili       | 10.075               |
| 14       | შენგელია    | Shengelia          | 9.928                |
| 15       | აბულაძე     | Abuladze           | 9.663                |
| 16       | მიქელაძე    | Mikeladze          | 9.220                |
| 17       | ტაბატაძე    | Tabatadze          | 8.654                |
| 18       | მჭედლიშვილი | Mchedlishvili      | 8.446                |
| 19       | ბაირამოვი   | Bairamov Bairamovi | 8.373                |
| 20       | გოგოლაძე    | Gogoladze          | 8.362                |

## Hàn Quốc
| Rank (2000) | Hangul  | Hanja | Hán-Việt    | Romaja                     |
| ----------- | ------- | ----- | ----------- | -------------------------- |
| 1           | 김      | 金    | Kim         | Kim, Gim, Ghim             |
| 2           | 리 / 이 | 李    | Lý          | Lee, Yi                    |
| 3           | 박      | 朴    | Phác        | Park, Pak, Bak             |
| 4           | 최      | 崔    | Thôi        | Choi, Choe                 |
| 5           | 정      | 鄭    | Trịnh       | Jeong, Chung, Cheong, Jung |
| 6           | 강      | 姜    | Khang       | Kang, Gang, Ghang          |
| 7           | 조      | 趙    | Triệu       | Cho, Jo, Joe               |
| 8           | 윤      | 尹    | Doãn        | Yoon, Yun, Youn            |
| 9           | 장      | 張    | Trương      | Jang, Chang                |
| 10          | 림 / 임 | 林    | Lâm         | Lim, Rim, Im, Rhim         |
| 11          | 한      | 韓    | Hàn         | Han                        |
| 12          | 오      | 吳    | Ngô         | O, Oh                      |
| 13          | 신      | 申    | Thân        | Shin, Sin                  |
| 14          | 서      | 徐    | Từ          | Seo, Suh, Seoh             |
| 15          | 권      | 權    | Quyền       | Kwon, Gwon, Kuen           |
| 16          | 황      | 黃    | Hoàng/Huỳnh | Hwang, Huang               |
| 17          | 안      | 安    | An          | Ahn, An                    |
| 18          | 송      | 宋    | Tống        | Song                       |
| 19          | 류 / 유 | 柳    | Liễu        | Yoo, Yu, Ryu, Ryoo         |
| 20          | 홍      | 洪    | Hồng        | Hong                       |
| 21          | 전      | 全    | Toàn        | Jeon, Jun, Chun, Cheon     |
| 22          | 고      | 高    | Cao         | Ko, Koh, Go, Goh           |
| 23          | 문      | 文    | Văn         | Mun, Moon, Mon, Munn       |
| 24          | 손      | 孫    | Tôn         | Son, Sohn, Sonn            |
| 25          | 량 / 양 | 梁    | Lương       | Yang, Ryang                |

| Thứ hạng (2000) | Hangul  | Hanja | Hán-Việt   | Romaja                            |
| --------------- | ------- | ----- | ---------- | --------------------------------- |
| 26              | 배      | 裵    | Bùi        | Bae, Bai, Pai, Pae                |
| 27              | 백      | 白    | Bạch       | Baek, Paik, Pak, Bak, Bhak, Phak  |
| 28              | 조      | 曺    | Tào        | Jo, Cho                           |
| 29              | 허      | 許    | Hứa        | Hur, Heo, Her, Hui                |
| 30              | 남      | 南    | Nam        | Nam, Nan, Nham                    |
| 31              | 심      | 沈    | Thẩm       | Sim, Shim, Shen                   |
| 32              | 류 / 유 | 劉    | Lưu        | Yu, Yoo, Liu, Lau, Yau            |
| 33              | 로 / 노 | 盧    | Lô/Lư      | No, Noh, Roh                      |
| 34              | 하      | 河    | Hà         | Ha, Hah                           |
| 35              | 전      | 田    | Điền       | Jeon, Jun                         |
| 36              | 정      | 丁    | Đinh       | Jeong, Jung                       |
| 37              | 곽      | 郭    | Quách      | Gwak, Kwak, Koak                  |
| 38              | 성      | 成    | Thành      | Seong, Sung, Shong, Shung         |
| 39              | 차      | 車    | Xa         | Cha                               |
| 40              | 유      | 兪    | Du         | Yu, Yoo                           |
| 41              | 구      | 具    | Cụ         | Gu, Koo, Goo                      |
| 42              | 우      | 禹    | Vũ         | U, Woo                            |
| 43              | 주      | 朱    | Chu/Châu   | Ju, Joo, Chu, Zhu, Zuu, Juu, Choo |
| 44              | 임      | 任    | Nhậm/Nhiệm | Im, Yim                           |
| 45              | 라 / 나 | 羅    | La         | Na, Ra, La                        |
| 46              | 신      | 辛    | Thân       | Sin, Shin                         |
| 47              | 민      | 閔    | Mẫn        | Min                               |
| 48              | 진      | 陳    | Trần       | Jin, Jean, Chen, Jen              |
| 49              | 지      | 池    | Trì        | Ji, Jee                           |
| 50              | 엄      | 嚴    | Nghiêm     | Eom, Uhm                          |

## Indonesia
Người Indonesia hầu hết không có họ, chỉ một thiểu số sắc dân mới có họ mà thôi.

## Israel
| Thứ hạng | Họ     | Chuyển tự Latinh | Ý nghĩa                                     | Tỉ lệ |
| -------- | ------ | ---------------- | ------------------------------------------- | ----- |
| 1        | כהן    | Cohen            | "priest"                                    | 1,93% |
| 2        | לוי    | Levi Levy        | "Levite"                                    | 1,12% |
| 3        | מזרחי  | Mizrachi Mizrahi | "easterner"                                 | 0,33% |
| 4        | פרץ    | Peretz           | from Perez from Pérez                       | 0,32% |
| 5        | ביטון  | Biton            | from Chaim "life"                           | 0,30% |
| 6        | דהן    | Dahan            | "oil merchant"                              | 0,23% |
| 7        | אברהם  | Avraham          | from Abraham from Abramowicz & al.          | 0,22% |
| 8        | פרידמן | Friedman         | from Solomon                                | 0,21% |
| 9        | מלכה   | Malka Malcah     | from Málaga "queen"                         | 0,19% |
| 10       | אזולאי | Azoulay          | "of a priestly dynasty" "blue eyed"         | 0,19% |
| 11       | כץ     | Katz             | "priest of righteousness" "priest of Zadok" | 0,19% |
| 12       | יוסף   | Yosef            | from Joseph                                 | 0,18% |
| 13       | דוד    | David            | from David from Davidson & al.              | 0,17% |
| 14       | עמר    | Amar Omer        | "farmer" "sheaf"                            | 0,17% |
| 15       | אוחיון | Ohayon Ochion    | "son of Chaim"                              | 0,16% |

| Thứ hạng | Họ     | Chuyển tự Latinh      | Ý nghĩa                                 | Tỷ lệ |
| -------- | ------ | --------------------- | --------------------------------------- | ----- |
| 16       | חדד    | Hadad Chadad          | "smith"                                 | 0,16% |
| 17       | גבאי   | Gabai                 | synagogue warden; sexton                | 0,16% |
| 18       | בן דוד | Ben-David             | "son of David"                          | 0,14% |
| 19       | אדרי   | Adrei Edry/Edri Adary | from Draa valley in Morocco             | 0,14% |
| 20       | לוין   | Levin                 | "Levite"                                | 0,14% |
| 21       | טל     | Tal                   | "dew"                                   | 0,13% |
| 22       | קליין  | Klein                 | "small"                                 | 0,13% |
| 23       | חן     | Chen Khen             | "loveliness" "grace"                    | 0,13% |
| 24       | שפירא  | Shapira               | "Speyerer"                              | 0,13% |
| 25       | חזן    | Chazan Hazan          | "cantor"                                | 0,13% |
| 26       | משה    | Moshe                 | from Moses                              | 0,13% |
| 27       | אשכנזי | Ashkenazi             | "German"                                | 0,12% |
| 28       | אוחנה  | Ohana                 | "Son of Hannah"                         | 0,12% |
| 29       | סגל    | Segal Segel           | "assistant to the Levites" (S'gan Levi) | 0,12% |
| 30       | גולן   | Golan                 |                                         | 0,12% |

## Nhật Bản
Về mặt chính thức, dựa theo kanji, người Nhật phân biệt ra 291.129 họ, mặc dù nhiều trong số này có chính tả và chuyển tự tương tự nhau. 10% dân số Nhật Bản mang một trong 10 họ phổ biến nhất, trong khi đó tổng số lượng người mang 1 trong 100 họ đứng đầu danh sách này chiếm hơn 33%. Bảng xếp hạng dưới đây dựa trên "Khảo sát quốc gia về họ giống nhau" được Công ty Bảo hiểm nhân thọ Meiji Yasuda tiến hành. Khảo sát dựa trên thông tin của 6.118.000 khách hàng bảo hiểm của Meiji Yasuda vào tháng 8 năm 2008.
| Thứ hạng | Họ     | Rōmaji             | Số lượng ước tính (2008) | Tỷ lệ (%) |
| -------- | ------ | ------------------ | ------------------------ | --------- |
| 1        | 佐藤   | Satō               | 1.990.000                | 1,57      |
| 2        | 鈴木   | Suzuki             | 1.900.000                | 1,50      |
| 3        | 高橋   | Takahashi          | 1.470.000                | 1,16      |
| 4        | 田中   | Tanaka             | 1.340.000                | 1,06      |
| 5        | 渡辺   | Watanabe           | 1.200.000                | 0,95      |
| 6        | 伊藤   | Itō                | 1.150.000                | 0,91      |
| 7        | 中村   | Nakamura           | 1.080.000                | 0,85      |
| 8        | 小林   | Kobayashi          | 1.060.000                | 0,84      |
| 9        | 山本   | Yamamoto           | 1.020.000                | 0,81      |
| 10       | 加藤   | Katō               | 920.000                  | 0,73      |
| 11       | 吉田   | Yoshida            | 850.000                  | —         |
| 12       | 山田   | Yamada             | 820.000                  | —         |
| 13       | 佐々木 | Sasaki             | 710.000                  | —         |
| 14       | 山口   | Yamaguchi          | 640.000                  | —         |
| 15       | 松本   | Matsumoto          | 630.000                  | —         |
| 16       | 井上   | Inoue              | 600.000                  | —         |
| 17       | 木村   | Kimura             | 580.000                  | —         |
| 18       | 清水   | Shimizu            | 560.000                  | —         |
| 19       | 林     | Hayashi            | 550.000                  | —         |
| 20       | 斉藤   | Saitō              | 530.000                  | —         |
| 21       | 斎藤   | Saitō              | 520.000                  | —         |
| 22       | 山崎   | Yamazaki Yamasaki  | 490.000                  | —         |
| 23       | 中島   | Nakajima Nakashima | 480.000                  | —         |
| 24       | 森     | Mori               | 470.000                  | —         |
| 25       | 阿部   | Abe                | 470.000                  | —         |
| 26       | 池田   | Ikeda              | 450.000                  | —         |
| 27       | 橋本   | Hashimoto          | 450.000                  | —         |
| 28       | 石川   | Ishikawa           | 440.000                  | —         |
| 29       | 山下   | Yamashita          | 410.000                  | —         |
| 30       | 小川   | Ogawa              | 410.000                  | —         |
| 31       | 石井   | Ishii              | 400.000                  | —         |
| 32       | 長谷川 | Hasegawa           | 390.000                  | —         |
| 33       | 後藤   | Gotō               | 390.000                  | —         |
| 34       | 岡田   | Okada              | 380.000                  | —         |
| 35       | 近藤   | Kondō              | 370.000                  | —         |
| 36       | 前田   | Maeda              | 370.000                  | —         |
| 37       | 藤田   | Fujita             | 370.000                  | —         |
| 38       | 遠藤   | Endō               | 360.000                  | —         |
| 39       | 青木   | Aoki               | 350.000                  | —         |
| 40       | 坂本   | Sakamoto           | 350.000                  | —         |
| 41       | 村上   | Murakami           | 340.000                  | —         |
| 42       | 太田   | Ōta                | 320.000                  | —         |
| 43       | 金子   | Kaneko             | 310.000                  | —         |
| 44       | 藤井   | Fujii              | 310.000                  | —         |
| 45       | 福田   | Fukuda             | 300.000                  | —         |
| 46       | 西村   | Nishimura          | 300.000                  | —         |
| 47       | 三浦   | Miura              | 300.000                  | —         |
| 48       | 竹内   | Takeuchi           | 290.000                  | —         |
| 49       | 中川   | Nakagawa           | 290.000                  | —         |
| 50       | 岡本   | Okamoto            | 290.000                  | —         |
| 51       | 松田   | Matsuda            | 290.000                  | —         |
| 52       | 原田   | Harada             | 290.000                  | —         |
| 53       | 中野   | Nakano             | 290.000                  | —         |

| Thứ hạng | Tên  | Rōmaji            | Số lượng ước tính (2008) |
| -------- | ---- | ----------------- | ------------------------ |
| 54       | 小野 | Ono               | 280.000                  |
| 55       | 田村 | Tamura            | 280.000                  |
| 56       | 藤原 | Fujiwara Fujihara | 270.000                  |
| 57       | 中山 | Nakayama          | 270.000                  |
| 58       | 石田 | Ishida            | 270.000                  |
| 59       | 小島 | Kojima            | 260.000                  |
| 60       | 和田 | Wada              | 260.000                  |
| 61       | 森田 | Morita            | 250.000                  |
| 62       | 内田 | Uchida            | 250.000                  |
| 63       | 柴田 | Shibata           | 250.000                  |
| 64       | 酒井 | Sakai             | 240.000                  |
| 65       | 原   | Hara              | 240.000                  |
| 66       | 高木 | Takagi Takaki     | 240.000                  |
| 67       | 横山 | Yokoyama          | 240.000                  |
| 68       | 安藤 | Andō              | 240.000                  |
| 69       | 宮崎 | Miyazaki Miyasaki | 240.000                  |
| 70       | 上田 | Ueda Ueta         | 240.000                  |
| 71       | 島田 | Shimada           | 230.000                  |
| 72       | 工藤 | Kudō              | 230.000                  |
| 73       | 大野 | Ōno               | 220.000                  |
| 74       | 宮本 | Miyamoto          | 220.000                  |
| 75       | 杉山 | Sugiyama          | 220.000                  |
| 76       | 今井 | Imai              | 220.000                  |
| 77       | 丸山 | Maruyama          | 210.000                  |
| 78       | 増田 | Masuda            | 210.000                  |
| 79       | 高田 | Takada Takata     | 210.000                  |
| 80       | 村田 | Murata            | 210.000                  |
| 81       | 平野 | Hirano            | 210.000                  |
| 82       | 大塚 | Ōtsuka            | 210.000                  |
| 83       | 菅原 | Sugawara Sugahara | 210.000                  |
| 84       | 武田 | Takeda Taketa     | 200.000                  |
| 85       | 新井 | Arai              | 200.000                  |
| 86       | 小山 | Koyama Oyama      | 200.000                  |
| 87       | 野口 | Noguchi           | 200.000                  |
| 88       | 桜井 | Sakurai           | 200.000                  |
| 89       | 千葉 | Chiba             | 200.000                  |
| 90       | 岩崎 | Iwasaki           | 200.000                  |
| 91       | 佐野 | Sano              | 200.000                  |
| 92       | 谷口 | Taniguchi         | 200.000                  |
| 93       | 上野 | Ueno              | 200.000                  |
| 94       | 松井 | Matsui            | 190.000                  |
| 95       | 河野 | Kōno Kawano       | 190.000                  |
| 96       | 市川 | Ichikawa          | 190.000                  |
| 97       | 渡部 | Watanabe Watabe   | 190.000                  |
| 98       | 野村 | Nomura            | 180.000                  |
| 99       | 菊地 | Kikuchi           | 180.000                  |
| 100      | 木下 | Kinoshita         | 180.000                  |

## Philippines
| Thứ hạng (2014) | Họ          | Tổng số (2014) |
| --------------- | ----------- | -------------- |
| 1               | Santos      | 532,577        |
| 2               | Reyes       | 518,206        |
| 3               | Cruz        | 425,791        |
| 4               | Bautista    | 415,802        |
| 5               | Del Rosario | 356,834        |
| 6               | Gonzales    | 296,642        |
| 7               | Ramos       | 271,122        |
| 8               | Aquino      | 232,841        |
| 9               | Garcia      | 213,894        |
| 10              | Lopez       | 205,903        |

Đa phần người Philippnes mang họ tiếng Tây Ban Nha mà họ đã mượn từ những nhà cầm quyền người Tây Ban Nha thời thuộc địa. (See Alphabetical Catalog of Surnames). Tuy thế, nhiều người vẫn còn giữ lại họ của dân tộc mình như Kalaw, Macaraeg, Gatdula. Người Phi gốc Hoa vẫn thường mang họ Hoa ngữ.

## Thổ Nhĩ Kỳ
| Rank | Họ       | Meaning              |
| ---- | -------- | -------------------- |
| 1    | Yılmaz   | intrepid/dauntless   |
| 2    | Kaya     | rock                 |
| 3    | Demir    | iron                 |
| 4    | Şahin    | falcon/hawk          |
| 5    | Çelik    | steel                |
| 6    | Yıldız   | star                 |
| 7    | Yıldırım | thunderbolt          |
| 8    | Öztürk   | pure Turk            |
| 9    | Aydın    | cultured/enlightened |
| 10   | Özdemir  | pure iron            |
| 11   | Arslan   | lion                 |
| 12   | Doğan    | falcon               |
| 13   | Kılıç    | sword                |
| 14   | Aslan    | lion                 |
| 15   | Çetin    | stiff/tough          |
| 16   | Kara     | black                |
| 17   | Koç      | ram                  |
| 18   | Kurt     | wolf                 |
| 19   | Özkan    | pure blood           |
| 20   | Şimşek   | lightning            |

## Trung Quốc
Theo tổng điều tra dân số được Bộ Công An Trung Quốc công bố ngày 24 tháng 4 năm 2007, tổng số người mang một trong ba họ phổ biến nhất Trung Quốc gộp lại lớn hơn dân số của Indonesia, đất nước đứng thứ tư thế giới về dân số. Trong 10 vị trí đứng đầu danh sách, số lượng người mang một trong các họ này đều vượt quá 20 triệu; 22 họ phổ biến nhất, mỗi họ có số lượng người mang lớn hơn 10 người. Một trăm họ đứng đầu danh sách chiếm 84,77% dân số Trung Quốc.
Kết quả điều tra từ Bộ Công an Trung Quốc chỉ cung cấp số liệu chi tiết cho ba họ đứng đầu danh sách. Thông tin về các họ khác kể từ năm 2006 đến từ nghiên cứu nhiều năm của Viên Nghĩa Đạt tại Sở Di truyền học và Sinh học Phát triển (Institute of Genetics and Developmental Biology) thuộc Viện hàn lâm Khoa học Trung Quốc, sử dụng 296 triệu mẫu đối tượng trải rộng 1.110 đơn vị hành chính của Trung Quốc.
| Thứ hạng | Họ          | Giản thể | Phồn thể | Chuyển tự Latin | Tổng số người (2007) | Tỉ lệ (2007) | Số lượng ước đoán (2006) |
| -------- | ----------- | -------- | -------- | --------------- | -------------------- | ------------ | ------------------------ |
| 1        | Vương       | 王       | 王       | Wáng /Wong      | 92.881.000           | 7,25%        | 92.550.000               |
| 2        | Lý          | 李       | 李       | Lǐ /Lee         | 92.074.000           | 7,19%        | 91.020.000               |
| 3        | Trương      | 张       | 張       | Zhāng /Cheung   | 87.502.000           | 6,83%        | 86.690.000               |
| 4        | Lưu         | 刘       | 劉       | Liú /Lau        | >20.000.000          | —            | 65.280.000               |
| 5        | Trần        | 陈       | 陳       | Chén /Chan      | —                    | —            | 56.640.000               |
| 6        | Dương       | 杨       | 楊       | Yáng /Yeung     | —                    | —            | 41.680.000               |
| 7        | Hoàng/Huỳnh | 黄       | 黃       | Huáng/Wong      | —                    | —            | 29.410.000               |
| 8        | Triệu       | 赵       | 趙       | Zhào/Chiu       | —                    | —            | 26.180.000               |
| 9        | Ngô         | 吴       | 吳       | Wú /Ng          | —                    | —            | 25.020.000               |
| 10       | Chu/Châu    | 周       | 周       | Zhōu/Chow       | —                    | —            | 24.330.000               |
| 11       | Từ          | 徐       | 徐       | Xú /Tsui        | >10.000.000          | —            | 18.550.000               |
| 12       | Tôn         | 孙       | 孫       | Sūn/Sun         | —                    | —            | 17.940.000               |
| 13       | Mã          | 马       | 馬       | Mǎ/Ma           | —                    | —            | 16.890.000               |
| 14       | Chu/Châu    | 朱       | 朱       | Zhū/Chu         | —                    | —            | 16.460.000               |
| 15       | Hồ          | 胡       | 胡       | Hú/Woo          | —                    | —            | 14.970.000               |
| 16       | Quách       | 郭       | 郭       | Guō/Kwok        | —                    | —            | 14.260.000               |
| 17       | Hà          | 何       | 何       | Hé/Ho           | —                    | —            | 13.340.000               |
| 18       | Cao         | 高       | 高       | Gāo/Ko          | —                    | —            | 12.900.000               |
| 19       | Lâm         | 林       | 林       | Lín/Lam         | —                    | —            | 12.500.000               |
| 20       | La          | 罗       | 羅       | Luó/Law         | —                    | —            | 12.400.000               |

## Việt Nam
| Thứ hạng | Họ           | Họ      | Tỉ lệ phần trăm trên tổng số dân |
| Thứ hạng | Chữ Quốc ngữ | Chữ Hán | Tỉ lệ phần trăm trên tổng số dân |
| -------- | ------------ | ------- | -------------------------------- |
| 1        | Nguyễn       | 阮      | 38%                              |
| 2        | Trần         | 陳      | 11%                              |
| 3        | Lê           | 黎      | 9,5%                             |
| 4        | Phạm         | 范      | 7,1%                             |
| 5        | Huỳnh/Hoàng  | 黃      | 5,1%                             |
| 6        | Phan         | 潘      | 4,5%                             |
| 7        | Vũ/Võ        | 武      | 3,9%                             |
| 8        | Đặng         | 鄧      | 2,1%                             |
| 9        | Bùi          | 裴      | 2%                               |
| 10       | Đỗ           | 杜      | 1,4%                             |
| 11       | Hồ           | 胡      | 1,3%                             |
| 12       | Ngô          | 吳      | 1,3%                             |
| 13       | Dương        | 楊      | 1%                               |
| 14       | Lý           | 李      | 0,5%                             |